# Callohesma picta
Callohesma picta är en biart som först beskrevs av Smith 1854.  Callohesma picta ingår i släktet Callohesma och familjen korttungebin. Inga underarter finns listade.